# Tabutoa
Tabutoa ist ein Ort im südlichen Teil des pazifischen Archipels der Gilbertinseln nahe dem Äquator im Staat Kiribati mit einer Landfläche von 0,13 km². 2020 wurden 167 Einwohner gezählt.

## Geographie
Der Ort liegt im Nordwesten der Insel Nikunau. Im Ort gibt es das Tabutoa Maneaba, ein traditionelles Versammlungshaus, sowie die Muritoa Primary School. Östlich des Ortes liegt einer der hypersalinen Seen, ein Rest der einstigen Lagune: Bekubeku Pond.

## Klima
Das Klima ist tropisch heiß, wird jedoch von ständig wehenden Winden gemäßigt. Ebenso wie die anderen Orte der südlichen Gilbertinseln wird Tabutoa gelegentlich von Zyklonen heimgesucht.